# Rumuński Pułk Grenadierów SS
Rumuński Pułk Grenadierów SS (niem. Waffen-Grenadier-Regiment der SS (rumänisches Nr. 1)) – ochotniczy związek taktyczny Waffen-SS złożony z Rumunów podczas II wojny światowej.
Po zerwaniu przez Rumunię sojuszu z Niemcami i przejściu na stronę Sowietów w sierpniu 1944 r., w niemieckim dowództwie pojawiła się koncepcja sformowania z przeciwnych temu Rumunów dywizji Waffen-SS. Wspierał ją tzw. rumuński rząd na uchodźstwie z siedzibą w Wiedniu na czele z Horią Simą, przywódcą faszystowskiej Żelaznej Gwardii. Zdołano utworzyć trzy pułki, ale tylko jeden osiągnął gotowość bojową. Rekrutował się on spośród rumuńskich robotników i studentów przebywających w Niemczech, członków Żelaznej Gwardii oraz części żołnierzy rumuńskiej 4 Dywizji Piechoty, która w sierpniu została internowana na terytorium Rzeszy. Dowódcą Pułku został niemiecki oficer SS-Sturmbannführer Gustav Wagner. Liczył ok. 3 tys. ludzi i składał się z dwóch batalionów piechoty. Po przeszkoleniu wojskowym na początku 1945 r. był gotowy do akcji. Przydzielono go do 547 Dywizji Grenadierów Ludowych w składzie III Korpusu Pancernego SS i w marcu skierowano na front nad dolną Odrę na północ od Szczecina (Stettina). Jako część Korpusu otrzymał nazwę Waffen-Grenadier Regiment 103. W wyniku ofensywy berlińskiej Armii Czerwonej Pułk został rozbity na początku kwietnia. Części Rumunów udało się przedostać na obszary zajmowane przez wojska anglo-amerykańskie, gdzie dostali się do niewoli.
Formowany był także drugi rumuński pułk grenadierów SS, ale zabrakło dla niego broni i ostatecznie został przeorganizowany w jednostkę przeciwpancerną pod nazwą Waffen SS Panzer-Zerstörer Regiment (rumänisches Nr 2). Wbrew nazwie nie miała ona praktycznie żadnej broni przeciwpancernej. Jej żołnierze w większości trafili do niewoli u Anglików i Amerykanów na początku maja 1945 r. Trzeci pułk rozpoczął szkolenie wojskowe, ale nie zdążył go zakończyć przed końcem wojny.